# Peercasting
Peercasting é um método multicast de enviar streams, geralmente áudio e ou vídeo, à  internet via tecnologia ponto a ponto. Pode ser usado para multicast comerciais, independentes e amadores. Ao contrário do tradicional IP multicast, o peercasting pode facilitar a entrega de conteúdo sob demanda.

## Operação
O peercasting geralmente funciona fazendo com que os pares retransmitam automaticamente um stream para outros pares. A rede sobreposta P2P ajuda os pares a encontrar um retransmissor para se conectar à um fluxo específico. Este método sofre de má qualidade de serviço durante os momentos em que os retransmissores se desconectam ou os pares precisam mudar para um retransmissor diferente (esses momentos são conhecidos como churns).
Outra solução usada é o enxameamento de minutos, em que uma transmissão ao vivo é dividida em arquivos de minutos que são agrupados via software P2P, como o BitTorrent, a Coral ou o Dijjer. No entanto, isso sofre de sobrecarga excessiva para a formação de um novo enxame a cada minuto. 
Uma nova técnica é distribuir um stream ao vivo em vários substreams, semelhante ao RAID (0, striping, distribuição). Códigos de correção de erros de envio (retransmissão, encaminhamento), e informações de tempo, são aplicados à esses subfluxos (de modo que, o stream original, pode ser reconstruído usando pelo menos um dos subfluxos). Códigos de fonte são uma maneira eficiente de fazer e combinar os subfluxos. Por sua vez, esses fluxos são retransmitidos usando o primeiro método.
Outra solução é permitir que os clientes se conectem a uma nova retransmissão e retomem o streaming de onde pararam com a retransmissão antiga. Os relés reterão um buffer traseiro para permitir que os clientes retomem o streaming de qualquer lugar dentro do alcance do referido buffer. Isso seria essencialmente uma extensão do protocolo Icecast.

## Softwareusado parapeercasting

### Softwarelivre e de código aberto
- Alluvium (peercasting)
- FreeCast (2004)[3]
- Tribler
- PULSE
- PeerCast (2002-2006)[4]

### Proprietário
- Ace Stream
- PeerCast para Android
- PPStream
- Rawflow
- Red Swoosh
- Sopcast
- Veoh